# Koropletna karta
Koropletna karta je vrsta statističke tematske karte koja koristi pseudoboju, što znači boju koja odgovara agregiranom sažetku zemljopisnog obilježja unutar prostornih popisnih jedinica, kao što su gustoća naseljenosti ili dohodak po glavi stanovnika.